# (21936) Ryan
(21936) Ryan (1999 VH79) – planetoida z pasa głównego asteroid okrążająca Słońce w ciągu 3,39 lat w średniej odległości 2,25 j.a. Odkryta 4 listopada 1999 roku.